# Stilte

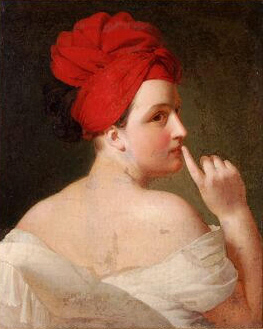
Gebaar voor stilte. La Discrétion, een portret van Pauline Appert door Claude-Marie Dubufe

Stilte is de ervaring van geen enkel geluid, of de ervaring van zo weinig geluid dat het als volledig natuurlijk en rustgevend wordt beschouwd. Stilte kan echter ook als beklemmend of bedreigend worden ervaren.
De ervaring van "geen geluid" betekent niet dat er geen geluid aanwezig is. De gehoordrempel van de mens bedraagt 0 decibel. Dit betekent dat er bij de gehoordrempel toch een geluidsdruk kan heersen van 2 × 10−5 pascal. Geluid met een lagere geluidsdruk kan dan nog wel aanwezig zijn, maar wordt dan niet door mensen gehoord.
In de akoestiek wordt een volledige stille dode kamer gebruikt om bepaalde metingen uit te voeren.

## Stilte als teken van respect
Met stilte kan respect tot uiting worden gebracht. Het kan ook dienen als een moment van bezinning. Op begrafenisplechtigheden heersen vaak momenten van stilte. Ook worden bij ceremoniële herdenkingen aan overledenen, individuen of groepen, vaak een of meer minuten stilte in acht genomen. Een voorbeeld van zo'n herdenking is de Nationale Dodenherdenking in Amsterdam, waar elk jaar op 4 mei om 20.00 uur twee minuten stilte wordt gehouden.

## Stilte in de muziek
Stilte in de muziek, vooral in de klassieke muziek, kan een belangrijke rol spelen. Binnen een muziekstuk worden rusten toegepast. Dit kan ook in popmuziek voorkomen, bijvoorbeeld in een ballad.
Met een speciaal muziekteken, de fermate, kan de componist aangeven dat een periode van stilte, in de muziek rust genoemd, langer moet duren dan volgens het strikte notenschrift is aangegeven. Als álle partijen zwijgen wordt dat ook wel aangegeven met G.P.
John Cage ging het verst in het toepassen van stilte. Hij schreef een muziekstuk getiteld 4′33″, waarin gedurende 4 minuten en 33 seconden slechts een dergelijke rust met fermate gespeeld wordt.